# آمسیل
آمسیل (به لاتین: Amsil) یک منطقهٔ مسکونی در کره شمالی است که در استان هوانگهائه شمالی واقع شده‌است.